# Koffiemama
Koffiemama (Erythrina fusca syn. E. glauca) is een boom die behoort tot het geslacht der koraalbomen (Erythrina). Het is een flinke boom met een stam en takken die stekels dragen. De bladeren zijn leerachtig en breed-elliptisch, onbehaard en grijsgroen van onderen.
De boom draagt oranje bloemen. De onderste kelkslip draagt een klier aan de punt. De vlag en de randen zijn verkleefd tot een zakje dat de kroon omsluit. De vlag is 5 cm lang en 3 cm breed. De vrucht is een peul die 30 cm lang kan worden en vele zaden bevat. De boom is bladverliezend met een brede ronde kroon. Hij wordt 10-15 meter hoog; bij uitzondering 26 meter. Het is een pionierplant die stikstof kan binden dankzij een symbiose met bacteriën in zijn wortelknollen.
Het verspreidingsgebied ligt in tropisch Zuid- en Centraal-Amerika: van Bolivia, Peru en Brazilië tot in Guatemala en de Caribische eilanden.
De boom werd in Suriname als schaduwboom voor de koffie- en cacaoplanten gebruikt, wat zijn naam verklaart. De boom komt veel voor in de moerasgebieden van Coronie en Nickerie. Men vindt hem vaak onmiddellijk achter de mangroven in een gemengd zwampbos waar vaak ook precolumbiaanse vondsten gedaan worden, zoals bij Hertenrits.
Het hout van de boom is van weinig of geen waarde.